# Ugia radama
Ugia radama är en fjärilsart som beskrevs av Pierre E.L. Viette 1966. Ugia radama ingår i släktet Ugia och familjen nattflyn. Inga underarter finns listade i Catalogue of Life.